# Haut-Lieu
Haut-Lieu är en kommun i departementet Nord i regionen Hauts-de-France i norra Frankrike. Kommunen ligger i kantonen Avesnes-sur-Helpe-Sud som tillhör arrondissementet Avesnes-sur-Helpe. År 2022 hade Haut-Lieu 374 invånare.

## Befolkningsutveckling
Antalet invånare i kommunen Haut-Lieu
| Referens: INSEE |